# Whangamōmona

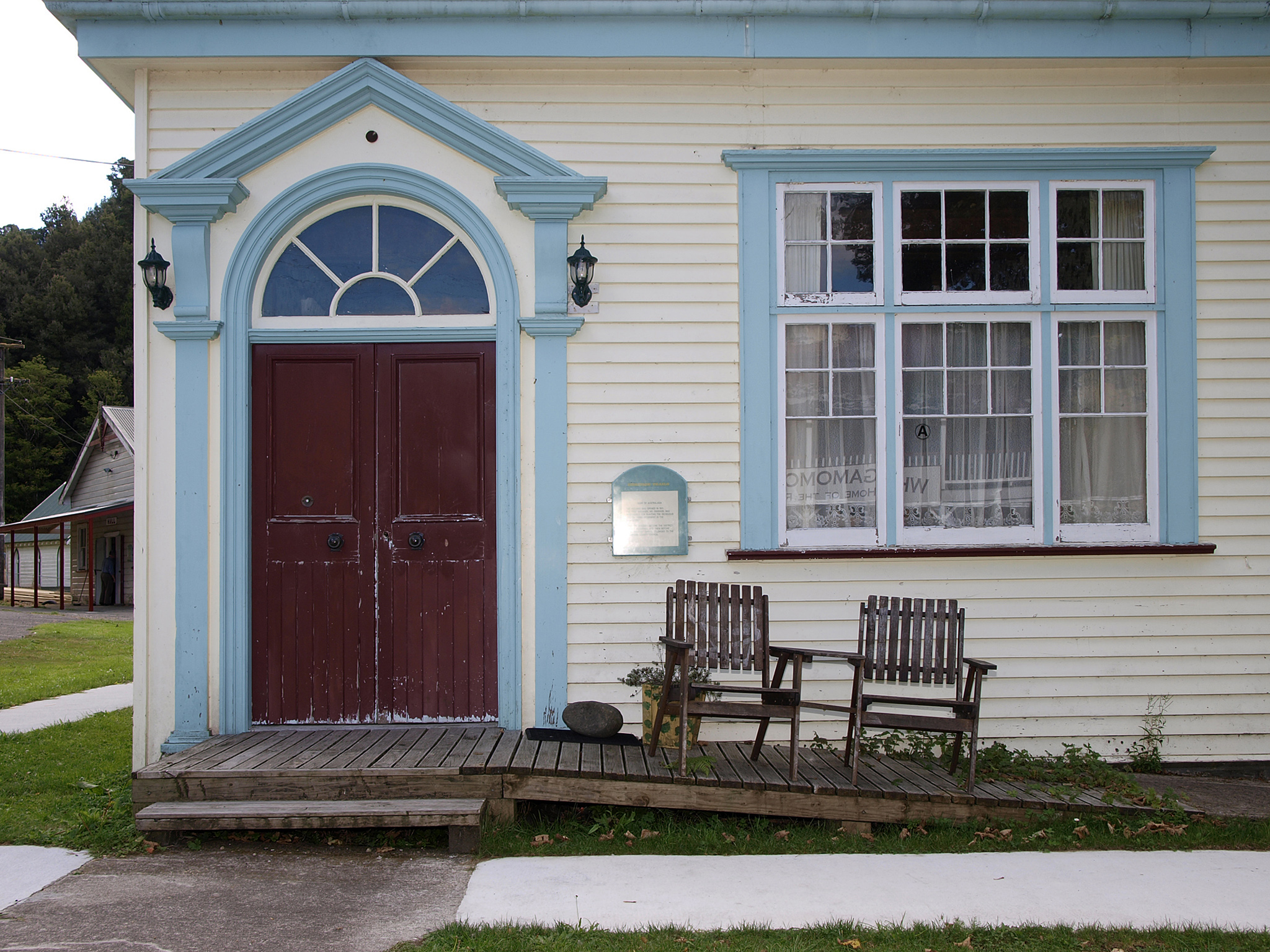
Eingang zur ehemaligen Bank of Australasia in Whangamōmona

Whangamōmona ist eine kleine Siedlung im Stratford District der Region Manawatū-Whanganui auf der Nordinsel von Neuseeland, die 1989 aus Protest gegen die Verwaltungsreform der Regierung, in der die Gemeinde je zur Hälfte zwei unterschiedlichen Verwaltungsregionen zugeordnet wurde, ihre Unabhängigkeit ausrief, sich zur Republik erklärte und diese seitdem alle zwei Jahre mit einem Volksfest zelebriert und feiert.

## Namensherkunft
Der Name der Siedlung bedeutet in der Sprache der Māori so viel wie „fruchtbares Tal“, wobei „whanga“ für Tal steht und „momona“ für fruchtbar.

## Geografie
Namensgeber für den Ort, war der Whangamōmona River, der den Ort in südöstlicher Richtung passiert und später in den Whanganui River mündet.
Whangamōmona befindet sich rund 57 km östlich von New Plymouth und rund 45 km nordöstlich von Stratford, auf halber Strecke zwischen Stratford und Taumarunui und ist seit Anbeginn dem Stratford District zugeordnet. Durch den Ort verläuft der New Zealand State Highway 43, der auch als der „Forgotten World Highway“ bekannt ist und Stratford und Taumarunui miteinander verbindet. Auch die Bahnstrecke Stratford–Okahukura führt durch den Ort. Sie ist allerdings seit 2009 ohne Eisenbahnverkehr und wird nur noch im touristischen Verkehr mit Motordraisinen befahren. Eine Wiederaufnahme des Bahnverkehrs wird inzwischen angestrebt.

## Geschichte
Im März des Jahres 1893 wurde das Tal von Whangamōmona von dem Landvermesser Joshua Morgan erstmals erforscht und entsprechend dokumentiert. Zwei Jahre später kamen die ersten Siedler in das Tal, unter ihnen Goldsucher von der Westküste der Südinsel. Obwohl das Land für die Besiedlung noch nicht freigegeben war, gründeten sie im Jahr 1895 die Siedlung Wangamomona und gaben ihm den Beinamen "Valley of Plenty" (deutsch: Tal des Überflusses). 1901 wurde die Schreibweise des Ortes in Whangamōmona geändert.
Ab 1897 wurde dann das Land von der Regierung zum Kauf freigegeben und war schnell verteilt. 1898 zählte der Distrikt um den Ort herum bereits 187 Einwohner. Fernab der Distriktverwaltung lebten die Siedler ihre Unabhängigkeit. Da sie mit den langwierigen bürokratischen Prozessen des Stratford County Councils (Verwaltung des Stratford County) unzufrieden waren, erklärten sich die Bewohner von Whangamōmona1908 für autonom und unabhängig und gründeten ihren eigenen Whangamōmona County Council. Der Ort entwickelte sich bis zur großen Flut im Jahre 1924. Nach den Zerstörungen durch das Hochwasser verließen viele Einwohner den Ort, mit der Folge des beginnenden wirtschaftlichen Niedergangs. Nach knapp 50 Jahre Wirtschaften mit klammen Kassen, gab man im Jahr 1955 schließlich die Eigenständigkeit auf und wurde wieder dem Stratford County Council zugeordnet. Der große Einbruch kam aber in den 1960er und 1970er Jahren. Die Eisenbahnlinie, die auch den Ort durchkreuzte und während ihres Baus den Menschen Brot und Arbeit gab, war fertiggestellt. Viele verloren ihren Job und zogen fort. Ende der 1970er Jahre war die Bevölkerung um 70 % geschrumpft.
Die meisten öffentlichen Gebäude oder Gebäude mit sozialen Funktionen wurden in den Jahren 1902 bis 1912 erbaut und werden heute mit Unterstützung des Stratford District Councils restauriert. So existieren unter anderem noch die 1903 erbaute Community Hall, die von 1904 bis 1911 als Schule verwendet wurde, das 1911 erbaute Gebäude der Bank of Australasia, das eher einem normalen Wohnhaus gleicht, das 1912 errichtete Postgebäude, das bis zur Schließung im Jahre 1988 als Postamt gedient hatte, und das Whangamomona Hotel, das 1902 als Gaststätte eröffnet wurde und nach der Zerstörung im Jahre 1910 durch ein Feuer (1911) in seiner noch heute bestehenden Form neu errichtet wurde.
1914 erreichte die Eisenbahn von Stratford kommend Whangamomona. 1932 war die Bahnstrecke Stratford–Okahukura dann durchgehend auch in östliche Richtung bis zum Anschluss an die Bahnstrecke Wellington–Auckland befahrbar. Whangamomona war einer der wichtigsten Bahnhöfe entlang der Strecke. Er war einer der wenigen, die mit Personal besetzt waren, und verfügte von 1933 bis 1965 über Erfrischungsräume.
Nach dem Ausbruch der Spanischen Grippe in Neuseeland wurde das Whangamomona Hotel ab 1919 für die Region zwischenzeitlich als Krankenhaus genutzt. 1975 wurde der Hotelbetrieb gänzlich eingestellt und das Gebäude nur noch als Gaststätte mit Veranstaltungslokal für die Region genutzt. 1984 wurde das Hotel wieder in Betrieb genommen und gilt seit 1989 als Zentrum der "Rebellion" gegen die Regierung in Wellington. Aus Protest gegen die bürokratische Entscheidung, eine Hälfte der Gemeinde der neu gebildeten Region Manawatu-Wanganui zuzuordnen und die andere Hälfte in der Region Taranaki zu belassen, rief man am 1. November 1989 die Unabhängigkeit aus und erklärte Whangamomona zur Republic of Whangamomona.

## Volksfest
Es gibt Stimmen, die den Ort heute als Geisterstadt bezeichnen, aber alle zwei Jahre kommen mehrere Tausend "Bürger der Republik" zusammen und zelebrieren die Unabhängigkeitserklärung von 1989 mit einem Volksfest. In den dazwischen liegenden 729 Tagen kommen Touristen in den kleinen Ort, bleiben für ein paar Fotos und machen sich weiter auf den Weg des Forgotten World Highways. Das Hotel stellt jedenfalls auch heute noch den zentralen Mittelpunkt des Ortes dar und den Ort des "Widerstandes gegen die Obrigkeiten".

## Persönlichkeiten
- Deborah Russell (* 1966), neuseeländische Politikerin der New Zealand Labour Party